# Rainer Zobel
Rainer Zobel (Wrestedt, 1948. november 3. –) német labdarúgó, középpályás, edző.

## Pályafutása

### Klubcsapatban
1968 és 1970 között a Hannover 96, 1970 és 1976 között a Bayern München labdarúgója volt. 1976–77-ben a Lüneburger SK csapatában fejezte be az aktív játékot. A Bayernnel három nyugatnémet bajnoki címet és egy kupagyőzelmet ért el. Tagja volt a Bayern háromszoros BEK-győztes (1973–74, 1974–75, 1975–76) együttesének.

### A válogatottban
1972-ben egy alkalommal szerepelt a nyugatnémet B-válogatottban.

### Edzőként
1987 és 1990 között az Eintracht Braunschweig csapatánál dolgozott segédedzőként. 1990 és 1992 között a Stuttgarter Kickers, 1992–93-ban az 1. FC Kaiserslautern, 1994-ben az 1. FC Nürnberg, 1996–97-ben a Tennis Borussia Berlin vezetőedzője volt. Először 1998-ban az egyiptomi el-Ahlí csapatánál vállalt külföldi munkát. 2000–01-ben ismét a Stuttgarter Kickers vezetőedzőjeként tevékenykedett.
2002 és 2015 között csak külföldön vállalt munkát. Az emírségekbeli Bani Yas, az egyiptomi El-Áttihád, az iráni Perszepolisz, az emírségekbeli Sharjah, az egyiptomi ENPPI, a grúz Dinamo Tbiliszi, a dél-afrikai Moroka Swallows, a moldovai Milsami és az egyiptomi El Gouna szakmai munkáját irányította.
2016–17-ben a Wenden 1920 edzője volt. 2018 óta  a Lüneburger SK Hansa csaptánál dolgozik.

## Sikerei, díjai
Bayern München
- Nyugatnémet bajnokság (Bundesliga)
  - bajnok (3): 1971–72, 1972–73, 1973–74
- Nyugatnémet kupa (DFB Pokal)
  - győztes: 1971
- Bajnokcsapatok Európa-kupája (BEK)
  - győztes (3): 1973–74, 1974–75, 1975–76
- UEFA-szuperkupa
  - döntős: 1975
- Interkontinentális kupa
  - győztes: 1976